# 八軒 (札幌市)
八軒（はちけん）は、札幌市西区の地名。

## 地理
札幌市西区の北東に位置し、南東から北西方向に平行に走る函館本線と新川、南から北方向に流れる琴似発寒川、そして琴似川に囲まれた地区である。起伏はほとんどなく平坦である。
環状通・琴似川を挟んで中央区と、函館本線を挟んで琴似・二十四軒と、新川を挟んで北区、琴似発寒川を挟んで発寒と接している。

## 歴史
1871年（明治4年）、東本願寺は新潟県から現在の山鼻地区に40戸を招き、入植させた。その他の移住者と合わせて50戸のこの集落は、その年の干支にちなんで辛未一ノ村（しんびいちのむら）と呼ばれた。ところが同年の内に、山鼻の市街化を計画する開拓使の意向によって、50戸164名の住人たちは別の場所へ再移住することとなった。彼らは小集団に分散し、円山に向かった一派以外は戸数をもって新しく入植した土地の名前とした。
- 6戸 - 円山
- 8戸 - 八軒
- 12戸 - 十二軒→後に宮の森に改称
- 24戸 - 二十四軒

彼らは琴似村の基礎を造り、その後に建設された琴似屯田兵村とともに地域を発展させていった。

## 住所
| 町丁                                  | 郵便番号 |
| ------------------------------------- | -------- |
| 八軒1条西1丁目～4丁目                 | 063-0841 |
| 八軒2条西1丁目～4丁目                 | 063-0842 |
| 八軒3条西1丁目～5丁目                 | 063-0843 |
| 八軒4条西1丁目～6丁目                 | 063-0844 |
| 八軒5条西1丁目～6丁目、8丁目〜11丁目  | 063-0845 |
| 八軒6条西1丁目〜11丁目                | 063-0846 |
| 八軒7条西1丁目〜11丁目                | 063-0847 |
| 八軒8条西1丁目〜10丁目                | 063-0848 |
| 八軒9条西1丁目〜7丁目、9丁目〜11丁目  | 063-0849 |
| 八軒10条西1丁目〜6丁目、9丁目〜13丁目 | 063-0850 |
| 八軒1条東1丁目～5丁目                 | 063-0861 |
| 八軒2条東1丁目～5丁目                 | 063-0862 |
| 八軒3条東1丁目～5丁目                 | 063-0863 |
| 八軒4条東1丁目～5丁目                 | 063-0864 |
| 八軒5条東1丁目～5丁目                 | 063-0865 |
| 八軒6条東1丁目～5丁目                 | 063-0866 |
| 八軒7条東1丁目～5丁目                 | 063-0867 |
| 八軒8条東1丁目～5丁目                 | 063-0868 |
| 八軒9条東1丁目～5丁目                 | 063-0869 |
| 八軒10条東1丁目～5丁目                | 063-0870 |

## 教育機関

### 小学校
- 札幌市立八軒小学校（八軒4条西1丁目）
- 札幌市立八軒西小学校（八軒3条西5丁目）
- 札幌市立八軒北小学校（八軒8条西6丁目）
- 札幌市立琴似中央小学校（八軒7条東1丁目）

### 中学校
- 札幌市立八軒中学校（八軒8条西8丁目）
- 札幌市立八軒東中学校（八軒2条東3丁目）

## 交通
- JR札沼線：「桑園駅」－「八軒駅」－「新川駅」

JR北海道札沼線:八軒駅　(八軒7条東2丁目)
- JR函館線：「発寒中央駅」－「琴似駅」－「桑園駅」

JR北海道函館本線:琴似駅 (JR北海道) （琴似2条1丁目）
鉄工団地通を挟んで八軒と接している。

## 周辺施設
- 農試公園
- フィリピン名誉領事館
- 税務大学校札幌研修所
- 札幌市水道局新川処理場
- 札幌市消防学校

### 商業施設
- ダイイチ八軒店（八軒10条東5丁目）
- サツドラ八軒店（八軒6条西1丁目）
- マックスバリュ八軒店（八軒4条西1丁目）
- イエローハット八軒店（八軒6条西4丁目)